# Dagny (cantante)
Dagny Norvoll Sandvik (Tromsø, Noruega; 23 de julio de 1990), más conocida como Dagny, es una cantante pop noruega que saltó a la fama con su sencillo debut «Backbeat». La versión acústica de la canción fue incluida en el episodio "True Colors" de la serie Grey's Anatomy.

## Biografía
Dagny es hija de la vocalista Marit Sandvik y el músico de jazz Øystein Norvoll. Ella ha tenido gran éxito en Spotify y ha firmado con Universal Music.

## Discografía
EP
- 2016: Ultraviolet

Álbum
- 2020: Strangers/Lovers

## Tour
- 2012: Back to Bass Tour (Acto de apertura para Sting en Tailandia)
- 2012: Greatest Hits Tour (Acto de apertura para Elton Jhon en América)
- 2014: Reckless 30th Anniversary Tour 2014–2015 (Acto de apertura para Bryan Adams en Australia y Noruega)